# Ludmila Zeman
Ludmila Zeman (auch Ludmila Zemanová, Ludmila Spalená (Ehename), geboren am 23. April 1947 in Zlín, Tschechoslowakei) ist eine tschechisch-kanadische Trickfilmproduzentin, Autorin und Illustratorin von Kinderbüchern.

## Leben und Werk
Ludmila Zeman ist die Tochter des tschechischen Trickfilmproduzenten Karel Zeman. Bereits in ihrer Kindheit half sie ihrem Vater bei der Herstellung seiner Puppen, aber auch bei der Produktion der Trickfilme. Seit Karel Zemans Film „Abenteuer des Seemanns Sindbad“ (Dobrodruzství námorníka Sindibáda), der 1971 entstand, war sie regelmäßig an der künstlerischen Produktion seiner Filme beteiligt. Mit 19 Jahren produzierte sie ihren ersten Kurzfilm über einen Affen und eine Schildkröte, den sie an das tschechische Fernsehen verkaufen konnte.
Ludmila Zeman studierte Kunst und Design an der Kunstschule in Uherské Hradiště. 1982 illustrierte sie das erste Buch, das Kinderbuch Linda, kočka zahradní (auf Deutsch: „Linda, die Katze des Gärtners“) von Marketá Zinnerová. Zusammen mit ihrem Ehemann Eugene Spaleny, dem früheren Chef-Animator im Studio ihres Vaters, produziert sie Kurz- und Trickfilme.
1985 emigrierte die Familie nach Kanada, nachdem Ludmila Zeman und ihr Mann ein Lehrangebot vom Emily Carr College of Art in Vancouver erhalten hatten; 1988 erhielt sie die kanadische Staatsbürgerschaft. Das Ehepaar unterrichtete Filmdesign und Animationstechnik und produzierte den Animations-Kurzfilm A Cedar Tree of Life, der in der kanadischen Ausgabe der Sesamstraße erschien.
1991 produzierte sie zusammen mit ihrem Ehemann für das National Film Board of Canada die 13-minütige Animation Lord of the Sky, die auf Legenden der First Nations der Nordwestküstenkultur basiert. Die Animation wurde 1993 auf dem Kinderfilmfest (heute Generation 14plus) der Berlinale gezeigt und erhielt dort eine Lobende Erwähnung der Kinderjury. In Lord of the Sky setzen Spaleny und Zeman unter anderem 3D-Modelle, Puppen und Scherenschnitte (Cut-Out-Animation) ein. 2009 wurde ein Bilderbuch zu dem Film veröffentlicht, das Ludmila Zeman illustrierte und dessen Texte ihre Tochter Lena Zeman-Spaleny schrieb.
Der erste Teil ihrer Trilogie über Gilgamesch, Gilgamesh the King, war 1992 die erste Adaption des Gilgamesch-Epos an Kinderliteratur. Zeman passte dabei sowohl Personen- wie auch Handlungsbeschreibungen kindergerecht an. So ist die Dirne Šamḫat zum Beispiel eine Sängerin, die Enkidu mit ihrem Gesang betört und die im zweiten 1993 erschienenen Teil The Revenge of Ishtar (Die Rache der Ischtar) von Ḫumbaba ermordet wird. Enkidu wird hier nicht mit einem Fluch, sondern mit einer Krankheit belegt und stirbt, wird am Ende dieses Teils von Šamḫat in die Unterwelt geholt. Im Gegensatz zur Vorlage kommen in Zemans Adaption keine Göttinnen vor. Die Illustrationen sind den religiösen Stichen des 18. und 19. Jahrhunderts nachempfunden. Kenneth Field, Bibliothekar des Traill Colleges an der Trent University in Peterborough, Ontario, sieht sie als angemessene Umsetzung mythischer Elemente. Insgesamt sieht Field die Trilogie als eine gute Einführung für Kinder in „einige Geheimnisse der Antike (some of the mysteries of the ancient world)“. Trotz entsprechender Anmerkungen am Ende der Trilogie weist er auf die Notwendigkeit hin, Lesern die Bedeutung des Epos zu erklären, damit sie die Zusammenhänge  aus den einzelnen Geschehnissen in Bezug zueinander setzen können. Für den dritten Teil ihrer Gilgamesh-Reihe erhielt Ludmila Zeman 1995 den Governor General’s Award für die beste Illustration im Bereich der englischsprachigen Kinderliteratur.

## Werke (Auswahl)

### Kinderbücher
- Gilgamesh the King. Tundra, Toronto 1991, ISBN 1-77049-264-X.
- Revenge of Ishtar. 1993
deutsch: Die Rache der Ischtar. Übersetzt von Ernst-Jürgen Wasmuth. Wasmuth Verlag, Tübingen 2004, ISBN 3-8030-0210-9.
- The last Quest of Gilgamesh. Tundra, Toronto 1995, ISBN 978-0-88776-380-9.

- Sindbad: from the tales of One Thousand and One Nights. Tundra, Toronto 1999, ISBN 1-77049-264-X.
- Sindbad in the Land of Giants. Tundra, Toronto 2001, ISBN 1-77049-266-6.
- Sindbad's Secret. Tundra, Toronto 2003, ISBN 0-88776-462-2.

- The First Red Maple Leaf. Tundra, Toronto 1997, ISBN 0-88776-419-3.

## Auszeichnungen
- 1995: Governor General's Literary Award, Kinderliteratur („Best illustrations“) für „The Last Quest of Gilgamesh“

## Filmografie
- 1991: Lord of the Sky
Auszeichnungen: „Blue Ribbon Award“ auf dem American Film and Video Festival in der Kategorie „Dokumentationen für Kinder“ (Chicago, 1993), „Festival Award for Intercultural Understanding“ auf dem International Children's Film Festival (Chicago, 1993), „Prix de la Commune d'Ormont-Dessus“ auf dem Festival international du film alpin (Les Diablerets Schweiz, 1994)